# Пауло Силас
Пауло Силас (27. август 1965) бивши је бразилски фудбалер.

## Каријера
Током каријере је играо за Сао Пауло, Спортинг Лисабон, Чезена, Сампдорија, Интернасионал, Васко да Гама и многе друге клубове.

## Репрезентација
За репрезентацију Бразила дебитовао је 1986. године. Наступао је на два Светска првенства (1986. и 1990) с бразилском селекцијом. За тај тим је одиграо 34 утакмице и постигао 1 гол.

## Статистика
| Бразил | Бразил  | Бразил |
| Година | Наступи | Голови |
| ------ | ------- | ------ |
| 1986.  | 5       | 0      |
| 1987.  | 5       | 0      |
| 1988.  | 0       | 0      |
| 1989.  | 16      | 1      |
| 1990.  | 6       | 0      |
| 1991.  | 0       | 0      |
| 1992.  | 2       | 0      |
| Укупно | 34      | 1      |